# Судовий процес Нафтогазу проти Газпрому
Судовий процес Нафтогазу проти Газпрому у Стокгольмі — протистояння української НАК «Нафтогаз України» та російського ПАТ «Газпром» у міжнародному арбітражному суді у Стокгольмі та подальші заходи щодо стягнення з компанії «Газпром» коштів на користь «Нафтогазу» на виконання судового рішення.
Судовий процес виявився наймасштабнішою суперечкою в історії Арбітражного інституту Торгової палати Стокгольма — зустрічні вимоги сторін становили близько 40 млрд доларів на користь «Нафтогазу» та 80 млрд доларів на користь «Газпрому».

## Предмет процесу

### Позов «Нафтогазу» до «Газпрому»
16 червня 2016 року НАК «Нафтогаз» подав позов до Стокгольмського арбітражу щодо ціни на газ від «Газпрому». «Нафтогаз» вимагає встановлення «справедливої і ринкової ціни на газ», який ВАТ «Газпром» поставляє в Україну та стягнення з «Газпрому» переплату за газ, що поставляється «Нафтогазу» з 2010 року. За оцінками компанії, така переплата становить 6 мільярдів доларів.

### Зустрічний позов«Газпрому»
16 червня 2016 року «Газпром» звернувся до Стокгольмського арбітражу для стягнення з «Нафтогазу» заборгованості в розмірі 4,5 мільярдів доларів.

## Процес та судове рішення
Стокгольмський арбітраж зобов'язав ПАТ «Газпром» сплатити НАК «Нафтогаз України» 4,63 млрд доларів за невиконане постачання узгоджених обсягів газу для забезпечення транзиту. Одночасно, арбітраж зобов'язав «Нафтогаз» сплатити «Газпрому» за відібраний газ, використаний для здійснення транзиту. Загалом за результатами двох арбітражних суперечок «Газпром» має сплатити «Нафтогазу» 2,56 млрд доларів.

## Міжнародна реакція
22 квітня 2015 Європейська комісія висунула російській компанії «Газпром» офіційні звинувачення в порушенні антимонопольного законодавства Європейського Союзу.

## Заходи щодо виконання судового рішення
На початку березня 2018 Кабінет міністрів України активізував дії щодо стягнення штрафу з російського газового монополіста.